# Little Green Man
Little Green Man ("omino verde" in inglese) è un videogioco pubblicato nel 1988 per Commodore 64 dalla Bug-Byte nella fascia di prezzo bassa. Ha per protagonista un alieno dall'aspetto cartoonesco (secondo la rivista Aktueller Software Markt 3 è ispirato ai fumetti di Pat Mallet) impegnato in sequenze a piattaforme e sparatutto per fuggire da un pianeta.

## Modalità di gioco
Il giocatore controlla l'omino verde in un ambiente a scorrimento orizzontale, con visuale di lato, su paesaggi alieni a tinte blu. L'alieno deve avanzare verso destra, ma è possibile anche tornare indietro, e deve raccogliere energia da alcuni depositi posti lungo il percorso.
Inizialmente l'alieno è a piedi e disarmato, può soltanto camminare, saltare e salire scalette. Si perde una vita a contatto con eventuali creature nemiche o cadendo nei numerosi fossati, per poi dover ripartire dal più vicino punto di teletrasporto raggiunto.
Se si raccoglie sufficiente energia è possibile impadronirsi di un disco volante, che può volare a qualsiasi altezza e superare zone inaccessibili. In volo si viene attaccati da ondate di nemici, ma si può sparare in orizzontale.